# Jönköpings folkskollärarseminarium
Jönköpings folkskollärarseminarium var ett folkskoleseminarium i Jönköping, som  grundades 1947. Det blev, tillsammans med Förskoleseminariet i Jönköping, ursprunget till Högskolan för lärande och kommunikation, som  bildades 1994 i samband med att Högskolan i Jönköping övergick i stiftelseform. 
Folkskoleseminariet låg till att börja med i ett hus, som kallades för Arken, på Skolgatan 19 på Väster. År 1968 blev folkskoleseminariet Lärarhögskolan i Jönköping och flyttade samtidigt in i Kommunala flickskolans före detta lokaler på Gjuterigatan 23-25 vid Västra torget.